# Autocarretta OM
De Autocarretta OM was een lichte vrachtwagen speciaal ontwikkeld voor het Italiaanse leger voor gebruik in bergachtig terrein. In 1932 kwam het eerste voertuig in productie. Het had aandrijving op alle wielen en deze konden ook allen bestuurd worden wat het voertuig zeer wendbaar maakte. Het voertuig had een laadvermogen van 0,8 ton of er konden 10 militairen worden meegenomen.

## Geschiedenis
In de jaren 30 had het Italiaanse leger behoefte aan een lichte vrachtwagen geschikt voor bergachtig terrein. Ansaldo maakte een prototype en in 1932 kwam het voertuig in productie bij de Italiaanse vrachtwagenproducent Officine Meccaniche (OM), gevestigd in Brescia in Noord-Italië. De officiële naam voor het voertuig was (it)  Autocarretta da Montagna en kreeg als typeaanduiding Tipo 32 mee. In de jaren erna zijn diverse verbeteringen aangebracht zoals luchtbanden, in plaats van massief rubberen banden, elektrische verlichting en de introductie van een reductiebak. Deze versies kregen als typeaanduiding het jaar van introductie mee, dus Tipo 35, 36 en 37. Uiterlijk waren er weinig verschillen tussen deze diverse typen. Het voertuig was tussen 1932 en 1937 in productie en er zijn enkele duizenden exemplaren van gemaakt.

## Beschrijving
De autocarretta had een fronstuurcabine en de bestuurderscabine was open. Een canvas zeil kon de bestuurder enigszins beschutten tegen wind en regen. Het was een lichte vrachtwagen met een laadvermogen van 0,8 ton. Er konden ook zitbanken worden geplaatst voor 10 soldaten. Het had vierwielaandrijving (4 x 4) en alle wielen waren stuurbaar. In combinatie met de korte wielbasis van 2,0 meter, was het zeer wendbaar en dus geschikt voor bergachtig terrein. Voor lange afstanden was het echter minder geschikt.
De motor was een viercilinder watergekoelde benzinemotor van OM. De cilinderinhoud was 1.616 cc en dit gaf de motor een vermogen van 23 pk bij 2.400 toeren per minuut. De versnellingsbak had vier versnellingen voor- en een achteruit. Door toepassing van een extra reductiebak konden de versnellingen in zowel een hoge- als lage gearing gebruikt worden. De maximumsnelheid was 36 km/u. De benzinetank had een capaciteit van 35 liter.

## Gebruik
Vanaf 1932 zijn de voertuigen in het Italiaanse leger opgenomen. Tijdens de Tweede Italiaans-Ethiopische Oorlog werd het voertuig veelvuldigd gebruikt; aan het eind van het conflict waren ruim 1.500 exemplaren in Italiaans-Oost-Afrika aanwezig. Italië raakte ook betrokken bij de Spaanse Burgeroorlog; zij steunde de nationalisten met wapens en duizenden soldaten en vrijwilligers. De autocarretta werd ook meegenomen naar Spanje. Bij het uitbreken van Tweede Wereldoorlog telde het Italiaanse leger nog ruim 2.500 exemplaren. Deze zijn ingezet op alle plaatsen waar Italiaanse troepen hebben gevochten zoals bij Frankrijk, in Noord-Afrika, Sovjet-Unie en de Balkan.

## Naslagwerk
- (en)  The illustrated guide to Military Vehicles, auteur: Pat Ware, uitgeverij: Hermes House, London, 2010, pagina 165